# Albacarro
Albacarro és una varietat d'olivera molt minoritària considerada productiva alguns exemplars de la qual es troben única i exclusivament al municipi de Llimiana, a la comarca prepirinaica del Pallars Jussà, província de Lleida. El Pallars Jussà és considerat el límit català del clima on aquest tipus de conreu és possible. La varietat albacarro d'olivera és per tant resistent a condicions climatològiques extremes per a la seva espècie. Aquesta característica -la resistència- fa que considerem aquesta raça interessant al mateix temps que també la cataloguem com a atractiva per les seves característiques diferencials un cop comparada amb les races més comercials d'olea europaea. La varietat albacarro d'olivera està emparentada amb la varietat anomenada llargueta, coneguda aquesta darrera també com a corbella a la vall del Cardener. L'olivera llargueta, de tota manera, és força més freqüent que la varietat albacarro a tot el Pallars Jussà.

## Característiques agronòmiques
Varietat d'oliva amb pocs polifenols i, per tant, dolça al paladar en el seu ús a taula. La seva densitat és espessa i el seu vigor alt. Mostra una productivitat elevada i un rendiment gras baix.